# Sokyriany (huyện)
Sokyriany (tiếng Ukraina: Сокирянський район, chuyển tự: Sokyrianys'kyi raion) là một huyện của tỉnh Chernivtsi thuộc Ukraina. Huyện Sokyriany có diện tích 665 km², dân số theo điều tra dân số ngày 5 tháng 12 năm 2001 là 48.909 người với mật độ 74 người/km². Trung tâm huyện nằm ở Sokyriany.